# Piyaporn Deejing
Piyaporn Deejing (tiếng Thái: ปิยะภรณ์ ดีจริง), tên thường gọi là Deer (tiếng Thái: เดียร์) (sinh ngày 4 tháng 8 năm 1988 ở Băng Cốc) là một nữ hoàng sắc đẹp. Cô tham dự Hoa hậu Hoàn vũ Thái Lan 2008 và giành danh hiệu Á hậu 1. Trước đây, thí sinh đại diện cho Thái Lan tại cuộc thi Hoa hậu Trái Đất sẽ là Á hậu 1 tại cuộc thi Hoa hậu Hoàn vũ Thái Lan và với danh hiệu đó, Deejing đã được cấp phép tham dự. Cô cao 1,73m và tham dự Hoa hậu Trái Đất 2008 tại Philippines cùng với Hoa hậu Quốc tế 2010 tại Trung Quốc.

## Hoa hậu Trái Đất 2008
Trong đêm chung kết Hoa hậu Trái Đất 2008, cô đã lọt vào Top 16. Người giành được vương miện năm đó là Karla Paula Henry, Hoa hậu nước chủ nhà...

## Hoa hậu Quốc tế 2010
Ngày 7 tháng 11 năm 2010, cô đoạt danh hiệu Á hậu 1 tại Hoa hậu Quốc tế 2010 được tổ chức tại Thành Đô, Trung Quốc.